# 红莲站
红莲站位于中华人民共和国四川省成都市天府新区宁波路西段与嘉州路交叉口，沿宁波路西段东西向设置，是成都地铁19号线和成都市域铁路S5线的一座车站，因老地名红莲村得名。本站于2023年11月28日随19号线二期的开通而启用。

## 车站结构
本站19号线部分为地下二层岛式车站，S5线部分为地下四层岛式车站，两线之间可进行节点换乘。

### 车站楼层
| 地面                             | 0          | 出口A1/A2/A3/C |
| 地下一层                         | 站厅       | 自助购票 客服中心 |
| 地下二层                         | 19号线站台 | \| \| \| 19号线往金星（正兴湾） \| \| 島式 · 開左邊车门 · 无障碍卫生间 \| \| \| \| \| \| 19号线往天府机场北[註 1]（天府商务区） \| |
|                                  |            | 19号线往金星（正兴湾） |
| 島式 · 開左邊车门 · 无障碍卫生间 |            | |
|                                  |            | 19号线往天府机场北（天府商务区）                                                                                                   |

## 出入口
本站共设置5个出入口，目前开放4个。
|              |            |              |                                            |      |
| 编号         | 设施       | 设施         | 指示                                       | 照片 |
|              | 无障碍电梯 | 无障碍卫生间 | 宁波路西段、天府公园、雅州路               |      |
| 出口 · A · 2 |            |              | 宁波路西段、雅州路                         |      |
| 出口 · A · 3 |            |              | 宁波路西段、嘉州路                         |      |
| 出口 · B     | 无障碍电梯 | 无障碍电梯   | 嘉州路、宁波路西段、杭州路西段（暂未开通） |      |
| 出口 · C     |            |              | 宁波路西段、嘉州路、飞燕街                 |      |

## 历史
- 2021年6月15日，本站主体结构封顶[4]。
- 2021年8月11日，本站至正兴湾站盾构区间左线首破1000环，实现月最高进尺374.4米，月平均进尺157.5米的佳绩[7]。
- 2021年10月22日，本站至正兴湾站盾构区间左线贯通[7]。
- 2021年12月12日，本站至正兴湾站盾构区间右线贯通[7]。
- 2023年11月28日，19号线车站启用。